# Newtown (Powys)
Newtown (walisisch Y Drenewydd) ist die größte Stadt im walisischen County Powys beziehungsweise im traditionellen County Montgomeryshire. Sie wurde 1280 gegründet und liegt am Fluss Severn, 24 km südwestlich von Welshpool. Bekannt ist Newtown als Geburtsort des großen Sozialreformers Robert Owen, der auch hier begraben wurde. An sein Leben und sein Werk erinnert das Robert Owen Memorial Museum.

## Geschichte
Newtown war ursprünglich eine kleine Ansiedlung an der alten Kirche St. Maria im Cantref von Cedewain, deren Reste noch am Ufer des Severn unterhalb der Longbridge zu sehen sind. Das Dorf, das zu der Zeit Llanfair yng Nghedewain hieß, erhielt am 16. Januar 1279 das Marktrecht. Dazu hatte König Eduard I. dem normannischen Baron Roger de Montgomery die bis heute geltende Erlaubnis erteilt, jeden Dienstag in „Newentowne“ Markt abzuhalten. Wahrscheinlich ersetzte der neue Markt der Stadt einen, der außerhalb der Mauern von Dolforwyn Castle stattfand, bis die Engländer 1277 die auf halbem Wege zwischen Newtown und Montgomery gelegene Burg im Kampf gegen Llywelyn ap Gruffydd eroberten.
Ab dem 16. Jahrhundert entwickelten sich in Newtown Wollweberei und Wollhandel. Basierend auf der in den Wintermonaten auf den Farmen betriebenen Handweberei wurde die Stadt schließlich im 18. und 19. Jahrhundert das historische Zentrum der Woll- und Flanellindustrie in Wales. Damit verbunden war eine erhebliche Expansion, so wuchs die Einwohnerzahl zwischen 1801 und 1841 von unter 1000 auf über 4500. Die Erfindung der Webmaschine durch Edmond Cartwright im Jahr 1785 machte jedoch der frühen Heimindustrie ein Ende. Nur das reich ausgestattete Textilmuseum in der Commercial Street erinnert heute noch an diese Periode großer Prosperität.
Im Jahr 1838 erlebte Newtown die erste Chartisten-Demonstration in Wales.

## Stadtentwicklung
In dem Bemühen, zusätzliche Beschäftigungsmöglichkeiten zu schaffen und die Landflucht einzudämmen, wurde Newtown im Jahr 1967 die zweite stadtbiografisch zu den New Towns zählende Ortschaft in Wales.
Die in den 1970er Jahren schrittweise vorangetriebene städtische Entwicklung führte im Stadtbild zu einer Mischung aus alt und neu. Zu den neuen Strukturen gehören außerdem eine County-Zentralbibliothek, ein Polizeizentrum sowie Wohn- und Gewerbegebiete. Betriebe der Leichtindustrie wurden angesiedelt, um die traditionell von Textilmühlen und Sägewerken geprägte Wirtschaft zu stärken. Größter Arbeitgeber in der Region ist Control Techniques Ltd, Tochter des amerikanischen EMERSON Konzerns. Control Techniques ist Hersteller von Komponenten für die elektrische Antriebstechnik und gehört zu den weltweit führenden Unternehmen in dieser Branche.

## Sehenswürdigkeiten
Im Südwesten der Stadt befinden sich die Reste einer normannischen Motte (Burg). Außerdem ist das Versammlungshaus zu sehen, in dem Owain Glyndŵr 1404 in Dolgellau das letzte walisische Parlament zusammengerufen hatte; das Gebäude war abgebrochen und 1885 in Newtown in einem Park wieder aufgebaut worden.

## Persönlichkeiten
- Robert Owen (1771–1858), Unternehmer und Frühsozialist
- Frederick Pryce Evans (1874–1959), Kapitän
- George Latham (1881–1939), Fußballnationalspieler und Trainer
- Sian Lloyd (* 1958), TV-Moderatorin
- Lembit Öpik (* 1965), Politiker (Liberal Democrats)
- Carrie Jones (* 2003), Fußballspielerin

## Partnerstädte
- Les Herbiers, Pays de la Loire[2]

## Nachweise
1. ↑  ONS Neighbourhood Statistics
2. ↑  Website Les Herbiers